# Comuna de Sulejów
Sulejów (polaco: Gmina Sulejów) é uma gminy (comuna) na Polónia, na voivodia de Lodz e no condado de Piotrkowski. A sede do condado é a cidade de Sulejów.
De acordo com os censos de 2004, a comuna tem 15 375 habitantes, com uma densidade 81,2 hab/km².

## Área
Estende-se por uma área de 189,45 km², incluindo:
- área agricola: 48%
- área florestal: 41%

## Demografia
Dados de 30 de Junho 2004:
|                      | Total   | Total | Mulheres | Mulheres | Homens  | Homens |
| -------------------- | ------- | ----- | -------- | -------- | ------- | ------ |
|                      | pessoas | %     | pessoas  | %        | pessoas | %      |
| População            | 15 375  | 100   | 7791     | 50,7     | 7584    | 49,3   |
| Densidade (pop./km²) | 81,2    | 100   | 41,1     | 41,1     | 40      | 40     |

De acordo com dados de 2002, o rendimento médio per capita ascendia a 1139,96 zł.

## Subdivisões
- Barkowice, Barkowice Mokre, Biała, Bilska Wola, Bilska Wola-Kolonia, Kałek, Klementynów, Kłudzice, Koło, Korytnica, Krzewiny, Kurnędz, Łazy-Dąbrowa, Łęczno, Nowa Wieś, Podlubień, Poniatów, Przygłów, Uszczyn, Witów, Witów-Kolonia, Włodzimierzów, Wójtostwo, Zalesice, Zalesice-Kolonia.

## Comunas vizinhas
- Aleksandrów, Mniszków, Piotrków Trybunalski, Ręczno, Rozprza, Wolbórz